# Вълчан дол
Вълчан дол е село в Южна България. То се намира в община Баните, област Смолян.

## География
Село Вълчан дол се намира в планински район.